# Centro sportivo Monteboro
Il centro sportivo Monteboro è un centro sportivo di Empoli (FI), di proprietà della società di calcio italiana Empoli Football Club.
La struttura ospita dal 2006 gli allenamenti della prima squadra maschile, dal 2016 gli allenamenti della prima squadra femminile e gran parte delle attività del settore giovanile maschile, oltre ad essere la sede del club.
Il centro d'allenamento si trova in via di Pianezzoli, 87 nella frazione di Monteboro, posta sulle colline a sud del centro cittadino di Empoli.

## Utilizzo
Nel Centro sportivo Monteboro ha sede l'Empoli Football Club.
La struttura ospita gli allenamenti della prima squadra maschile e della prima squadra femminile dell'Empoli.
Nel centro sportivo disputano anche gli incontri casalinghi ufficiali alcune formazioni giovanili maschili del club azzurro, con le altre squadre giovanili maschili (Primavera compresa) che giocano al centro sportivo di Petroio, nel comune di Vinci (FI). Anche tutte le formazioni della squadra femminile giocano fuori da Monteboro, in altri campi sportivi del circondario di Empoli.